# Wiese-Inseln
Die Wiese-Inseln (englisch Vize Islands, in Chile Islas Orella) sind eine Gruppe kleiner Inseln westlich der Antarktischen Halbinsel. Sie gehören zum Archipel der Biscoe-Inseln und liegen 4 km südlich Karelin-Inseln bzw. vor der Ostseite der Renaud-Insel.
Die Inseln sind erstmals in einer argentinischen Landkarte aus dem Jahr 1957 verzeichnet. Das UK Antarctic Place-Names Committee benannte sie 1959 nach dem russischen bzw. sowjetischen Klimatologen und Ozeanographen Wladimir Juljewitsch Wiese (1886–1954), einem Pionier der Meereisforschung.